# Gildeón Silva
Gildeón Silva war ein uruguayischer Fußballspieler.

## Karriere

### Verein
Mittelfeldakteur Silva spielte von 1923 bis 1932  für den Club Atlético Peñarol in der Primera División. Er kam bei den Montevideanern bis einschließlich der Saison 1927 auf der Position des zentralen Halb zum Einsatz und war Stammspieler. In den Spielzeiten des Jahres 1928 bis 1930 teilte er sich mit Carlos Riolfo die Rolle des rechten Halb. 1931 konkurrierte er dort mit Luis Mainardi. In seinem letzten Jahr bei den Aurinegros rückte er wieder auf die zentrale Halbposition, auf der er mit Lorenzo Fernández um einen Platz in der Startelf kämpfte. Mit der Mannschaft gewann er 1924 die von der Federación Uruguaya de Fútbol (FUF) ausgerichtete Parallelmeisterschaft während der Spaltung der Verbandsstrukturen in Uruguay. Auch die nach der Wiedervereinigung ausgespielte Copa del Consejo Provisorio des Jahres 1926, die von der Asociación Uruguaya de Fútbol (AUF) heutzutage nicht als offizielle Meisterschaft anerkannt wird, entschied sein Team zugunsten Peñarols. In den Jahren 1928, 1929 und 1932 sicherte man sich dann jeweils den uruguayischen Meistertitel.

### Nationalmannschaft
Silva war Mitglied der A-Nationalmannschaft Uruguays. Von seinem Debüt am 25. November 1923 bis zu seinem letzten Einsatz am 17. November 1929 absolvierte er acht Länderspiele. Ein Tor erzielte er dabei nicht. Silva gehörte dem Kader der Celeste bei der Südamerikameisterschaft 1929 in Argentinien an, bei der Uruguay den dritten Platz von vier teilnehmenden Mannschaften belegte. Im Verlaufe des Turniers kam er in allen drei Begegnungen zum Einsatz.

### Erfolge
- Uruguayischer Meister: 1924 (FUF), (1926), 1928, 1929, 1932